# Helen Rosenau
Helen Rosenau, verheiratete Rosenau-Carmi (geboren 27. März 1900 in Monte-Carlo; gestorben Oktober 1984 in London) war eine deutsch-britische Kunsthistorikerin.

## Leben und Tätigkeit
Rosenau war eine Tochter des Mediziners Albert Rosenau († 1923) und seiner Frau Klara, geb. Lion. Sie wuchs in Monte-Carlo und Bad Kissingen auf. Sie wurde privat unterrichtet und legte das Abitur 1923 als Externe ab.
Von 1923 bis 1929 studierte Rosenau Kunstgeschichte in München, Halle, Berlin, Bonn und Hamburg. Zu ihren Lehrern gehörten Heinrich Wölfflin, Adolph Goldschmidt, Paul Clemen und Erwin Panofsky. In den frühen 1930er Jahren nahm sie an Ausgrabungen und Bauforschungen in den Domen von Bremen und Köln teil. 1930 schloss sie ihr Studium bei Erwin Panofsky in Hamburg mit einer Dissertation über die Baugeschichte und Bedeutung des Kölner Doms ab.
Nach der Machtübernahme der Nationalsozialisten wurde Rosenau aufgrund ihrer jüdischen Abstammung daran gehindert, ihr Habilitationsverfahren, das im Sommer 1933 bei Martin Wackernagel in Münster durchgeführt werden sollte (die zugehörige Schrift über mittelalterliche Architekturentwürfe hatte sie bereits weitgehend fertig gestellt), formal abzuschließen. Ihr Habilitationsgesuch wurde von der Hochschule aufgrund des kurz zuvor erlassenen Berufsbeamtengesetzes abgelehnt und sie selbst aus dem Universitätsdienst entfernt. Zudem wurde ihr Stipendium von der Notgemeinschaft der deutschen Wissenschaft nicht verlängert.
Daraufhin emigrierte sie über die Schweiz, wo sie 1933 an Untersuchungen am Grossmünster in Zürich tätig war, nach Großbritannien, wo sie im Herbst 1933 eintraf. Von 1934 bis 1935 wurde sie von der British Federation of University Women unterstützt. Von 1935 bis 1940 studierte Rosenau erneut Kunstgeschichte am Courtauld Institute in London. Dieses Studium schloss sie mit dem Erwerb des Ph.D. ab. Bereits 1934 hatte sie ihre nicht angenommene Habilitationsschrift als Monographie unter dem Titel Design and Medieval Architecture veröffentlicht.
Von den nationalsozialistischen Polizeiorganen wurde Rosenau nach ihrer Emigration als Staatsfeindin eingestuft: Im Frühjahr 1940 setzte das Reichssicherheitshauptamt in Berlin sie auf die Sonderfahndungsliste G.B., ein Verzeichnis von Personen, die im Falle einer erfolgreichen deutschen Invasion Großbritanniens durch die Sonderkommandos der SS-Einsatzgruppen mit besonderer Priorität ausfindig gemacht und verhaftet werden sollten.
Ab 1941 war Rosenau als Mitarbeiterin der London School of Economics bei Karl Mannheim tätig, wobei sie ein Forschungsthema über die Stellung der Frau in der Kunst bearbeitete. Danach übernahm sie Dozententätigkeiten im Bereich der Erwachsenenbildung und gab Kurse für deutsche Sprache. Bei Kriegsende wurde sie 1945 als britische Bürgerin naturalisiert.
Von 1947 bis 1951 lehrte Rosenau als Dozentin an der Universität London. Anschließend wechselte sie als Lecturer an die University of Manchester. Den Rang eines Senior Lecturers erhielt sie 1966. Ab 1968 lehrte sie erneut an der Londoner Universität und außerdem am Leo Baeck College derselben Stadt.
Rosenaus Spezialgebiete waren mittelalterliche Dombauten und Architekturzeichnungen sowie jüdische Kunst und Architektur, Kunstsoziologie, französische Revolutionsarchitektur, utopische Architektur und Stadtplanung.
Rosenaus Nachlass wird vom Jüdischen Museum der Stadt Frankfurt verwahrt.

## Familie
Rosenau war seit 1938 mit dem Arzt Zwi Carmi (1883–1950) verheiratet, sie hatten einen Sohn.

## Schriften
- Zur Baugeschichte des Kölner Domes. In: Der Dom zu Köln, Köln 1930, S. 40–70.
- Der Kölner Dom. Seine Baugeschichte und historische Stellung (= Veröffentlichungen des Kölnischen Geschichtsvereins Bd. 7). Köln 1931 (= Dissertation).
- Zur Baugeschichte des Bremer Domes. In: Bremisches Jahrbuch Bd. 33, 1931.
- Zur Baugeschichte der beiden Metropolitan-Kirchen des Erzbistums Hamburg-Bremen. In: Denkmalpflege 1932, S. 26–35 und 86–94.
- Die Aurea Camera des Kölner Domes. In: Architectura, 1933.
- Design and Medieval Architecture, London 1934.
- Cathedral Designs of Medieval England. In: Burlington Magazine 66, 1935, S. 128–137.
- (über Synagogenarchitektur") in: Journal of the Palestine Exploration Society, 1935.
- The Architectural Development of the Synagogue, London 1940. (PH.D.-Schrift)
- The Synagogue and Protestant Church Architecture. In: Journal of Warburg Court Institute 4, 1940/1941, S. 80–84.
- The Approach to Art in Adult Education. In: Adult Education, 14, 1941
- Some English Influence on Jan van Eyck. In: Apollo 36, 1942, S. 125–128.
- Social Status of Women as Reflected in Art. In: Apollo 1937, 1943, S. 94–98.
- Social Portraits of Princess Mary. In: Burl. Mag 83, 1943, S. 207f.
- The Prototype of the Virgin and the Child in the Book of Kells. In: Burlington Magazine 83, 1943, S. 228–231
- Woman in Art. From Type to Personality, London 1944.
- Synagogue Architecture. An Expression of Jewish Life. In: Contemporary Review 166, 1944, S. 49–51.
- A Study on the Iconography of the Incarnation. In: Burlington Magazine 85, 1944, S. 176–179.
- A Note on English Church Planning in the Middle Ages. In: Journal of Royal Institute British Architecture 3 F. 51, 1944, S. 206f.
- Claude Nicolas Ledoux. In: Burlington Mag.azine 88, 1946, S. 163–168.
- Art and Society. In: Contemporary Review 1947, S. 300–302.
- George Dance the Younger. In: Journal Royal Institute of British Architecture 3., S. 54, 1947, S. 502–507.
- A Short History of Jewish Art, London 1948.
- The Painter Jacques-Louis David, London 1948.
- Some Drawings by Jacques-Louis David in the Victoria and Albert Museum. In: Burlington Magazine 90, 1948, S. 231–233.
- The Evolution of Jewish Art. In: Contemporary Review 1949, Mai S. 304–306.
- Architecture and the French Revolution. Jean Jacques Lequeu. In: Architecture Review 106, 1949, S. 111–116.
- Jacques-Louis David. In: Burl. Mag. 91, 1949, S. 113f.
- Postscript on Lequeu. In: Architecture Review 109, 1950, S. 264–26.
- Boullée, Architect-Philosopher. In: Architecture Review 111, 1952, S. 396–402.
- Boullée’s Treatise on Architecture, London 1953.
- Notes on the Illuminations of the Spanish Haggadah in the John Rylands Library. In: B John Rylands Library 36, 1954, S. 468–483.
- Historical Aspects of the Vitruvian Tradition in Town Planning. In: Journal of the Royal Institue of British Architecture 3. F. 62, 1955, S. 481–487.
- Contributions to the Study of Jewish Iconography. 1. Cosmic Elements in the Haggadah of Sarayevo. 2. Architectural Tendencies and their Interpretation. In: Bulletin of John Rylands Library 38, 1956, S. 467–482.
- Zum Sozialproblem in der Architekturtheorie des 15. bis 19. Jahrhunderts. In: Fs. Martin Wackernagel 1958, S. 185–193.
- The Dates of Jacob van Ruisdael’s ‘Jewish Cemeteries’. In: Oud holland 73, 1958, S. 241f.
- The Ideal City. Its Architectural Evolution, London 1959. (Nachdruck 1974, 1983)
- French 'Academic' Architecture, c. 1784–1790. In: Journal of the Royal Institute of British Architecture 3. F. 67, 1959/60.
- The Engravings of the Grand Prix of the French Academy of Architecture. In: Architectural History Bd. 3, 1960, S. 17–180.
- Problems of Jewish Iconography. In: Graz Bx.Arts, 102, 1960, S. 5–18.
- The Jonah Sarcophague in the British Museum. In: Journal of British Archaeological Ass. 24, 1961, S. 60–66.
- New Youth Centres in Sweden and Denmark. In: Journal of the Royal Institue of British Architecture 3.F. 68, 1961, S. 443–445.
- Utopia y realidad en la Ciudad del Renacimiento, Buenos Aires 1962. (mit Joseph Hudmut)
- Textual Gleanings on Jewish Art. In: Cah. Archéol 13, 1962, S. 39–42.
- German Synagogues in the early Period of Emancipation. In: Year Book of the Leo Baeck Institute of the Jews from Germany, Jg. 8, 1963, S. 214ff.
- Boullée and Ledoux as Town-Planners. A Reassessment. In: Graz Bx-Arts 106, S. 1964, S. 173–190.
- Antoine Petti und sein Zentralplan für das Hotel-Dieu in Paris. In: Zeitschrift für Kunstgeschichte 27, 1964, S. 228–237.
- Style and Visual Art. In: British Journal of Aesthetics 5, 1965, S. 7374.
- The Functional and the Ideal in the Late Eighteenth Century French Architecture. In: Architecture Review 140, 1966, S. 253–258.
- The Functional Element in French Neo-Classicla Architecture. In: Akten des 21. Institute Kongresses für Kunstgeschichte Bonn 1964, 1967, Bd. 1, S. 226–228.
- The Sphere as an Element in the Montgolfier Monuments. In: Art B 50, 1968, H. 1, S. 6f.
- A Latterday Temple Berlin. In: Architectural Design 39, 1969, S. 79–88.
- Social Purpose in Architecture. Paris and London Compared 1760–1800, London 1970.
- A Note on the Reconstruction of Salomon’s Temple and Palace ny Louis Mailelt In: Gaz Bx-Arts 113, 1971, S. 307–312.
- The Architecture of Nicolaus de Lyra’s Temple: Illustrations on the Jewish Tradition. In: Journal of Jewish Studies, Bd. 25 (1974), S. 294–304.
- The Synagogue and Protestant Church Architecture. In: The Synagogue: Studies in Origins, Archaeology and Architecture, hrs Joseph Gutmann New York 1975, S. 309–315.
- Boullée and Visionary Architecture, London 1976.
- Gottfried Semper and German Synagogue Architecture. In: Leo Baeck Institute Year Book 22 (1977), S. 237–244.
- Notes on Soem Qualiteisof Architectural Seals during the Middle Ages In: Gazette Bx. Arts 90, 1977, S. 77–84.
- Vision of the Temple. The Image of the Temple of Jerusalem in Judaism and Christianity, London 1979.
- Reflections on Moses Montefiore and Social Function in the Arts. In: Journal of Jewish Art 8, 1981, S. 60–67.
- The Ideal City. In: European History, London 1982.
- Ledoux (1736–1806). An Essay in Historiography. In: gaz Bx. Arts 101, 1983, S. 177–186.
- Ledoux’s 'L Architecture Studies on Voliaire, Oxford 1985.